# Hebeloma hiemale
Hebeloma hiemale là một loài nấm ở Hymenogastraceae.